# ピーター・ボイセン・イェンセン
ピーター・ボイセン・イェンセン（デンマーク語:Peter Boysen Jensen、1883年1月18日 - 1959年11月21日）は、デンマークHjerting出身の植物生理学者、生態学者。
エンバクの子葉鞘を用い、屈光性を引き起こす生長ホルモンが存在することを証明し、生態学の定量的研究の基礎を築いた。

## 生涯
1883年1月18日、デンマークのHjertingに生まれる。
コペンハーゲン大学に進学し、1907年から1927年まで植物生理学研究所の助手を務めた。
コペンハーゲン大学を卒業すると、1922年から1927年にかけて同大学で植物生理学の講師を務め、1927年からは教授となった。
1929年にはデンマーク王立科学アカデミーの会員となり、1938年にはスウェーデン王立科学アカデミーの会員となった。
1932年に『植物の物質生産』を著し、1939年には『植物生理学』を著した。
1959年11月21日に76歳で亡くなる。

## 業績
1910年代、イギリスの自然科学者であるチャールズ・ダーウィンにより研究の手段が掴まれた植物に於ける屈光性の問題はドイツの植物学者ハンス・フィッティングなど、何人かの学者の関心事になっていた。
ボイセン・イェンセンも植物に於ける屈光性の問題の研究者で、光合成生産物の呼吸による消費や生長の配分を解析した。
また、エンバクの子葉鞘を用い、屈光性を引き起こす生長ホルモンが存在することを証明した。